# Piernacz

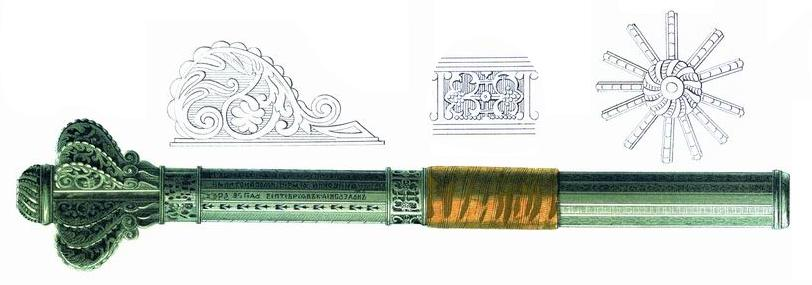
Piernacz kniazia Boratyńskiego z połowy XVII wieku

Piernacz (rus. broń pierzasta) – rodzaj niewielkiej buławy lub buzdyganu wykonanego ze srebra lub żelaza i zakończonego piórami.
Dawniej stanowił symbol władzy u starszyzny kozackiej na Zaporożu. Spełniał także funkcję listu żelaznego (glejtu) zapewniającego posiadaczowi swobodny przejazd (łac. salvus conductus) i nietykalność.